# City Lights (EP)
City Lights là mini-album đầu tay của ca sĩ Hàn Quốc Baekhyun, được SM Entertainment phát hành vào ngày 10 tháng 7 năm 2019.

## Phát hành và quảng bá
Ngày 10 tháng 6 năm 2019, SM Entertainment xác nhận Baekhyun sẽ là thành viên thứ ba của EXO ra mắt với tư cách ca sĩ solo. Ngày 20 tháng 6, anh được công bố là sẽ phát hành mini-album đầu tay với tên gọi City Lights vào ngày 10 tháng 7. Ngày 2 tháng 7, các hình ảnh và video quảng bá cho album bắt đầu được đăng tải, đồng thời SM cũng công bố đĩa đơn của album có tên gọi "UN Village". Album và video âm nhạc cho "UN Village" được phát hành vào ngày 10 tháng 7.
Ngày 10 tháng 7, Baekhyun tổ chức showcase quảng bá cho City Lights với giới truyền thông và biểu diễn "UN Village" lần đầu tiên tại Trung tâm Nghệ thuật Seoul. Sau đó anh tổ chức một showcase khác dành cho người hâm mộ và biểu diễn "UN Village", "Betcha" và "Ice Queen".

## Sự đón nhận
City Lights nhận được 401.545 đơn đặt hàng và trở thành album của một nghệ sĩ solo bán chạy nhất tại Hàn Quốc kể từ album 7th Issue (2004) của Seo Taiji ngay từ khi chưa được phát hành. Đến nay album đã bán được trên 500.000 bản và được Hiệp hội Công nghiệp Nội dung Âm nhạc Hàn Quốc chứng nhận 2x Bạch kim.

## Danh sách bài hát
| STT              | Nhan đề                        | Phổ lời                  | Phổ nhạc                                                           | Biên soạn        | Thời lượng |
| ---------------- | ------------------------------ | ------------------------ | ------------------------------------------------------------------ | ---------------- | ---------- |
| 1.               | "UN Village"                   | LIØN                     | LIØN dress                                                         | dress            | 3:55       |
| 2.               | "Stay Up" (featuring Beenzino) | JQ Park Ji-hee Beenzino  | Cha Cha Malone Adrian McKinnon Min-Kyung Cho Zac Chiocine Beenzino | Cha Cha Malone   | 3:27       |
| 3.               | "Betcha"                       | Kenzie                   | Kenzie The Stereotypes August Rigo                                 | The Stereotypes  | 3:21       |
| 4.               | "Ice Queen"                    | BAYLEE                   | Greg Bonnik Hayden Chapman Bobii Lewis Adrian McKinnon             | LDN Noise        | 3:35       |
| 5.               | "Diamond"                      | Colde                    | Darkchild                                                          | Darkchild        | 3:57       |
| 6.               | "Psycho" (bonus track)         | Seo Ji-eum (Jam Factory) | Zayson Megan Lee                                                   | Zayson           | 3:25       |
| Tổng thời lượng: | Tổng thời lượng:               | Tổng thời lượng:         | Tổng thời lượng:                                                   | Tổng thời lượng: | 21:37      |

## Bảng xếp hạng

### Bảng xếp hạng hàng tuần
| Bảng xếp hạng (2019)                  | Thứ hạng cao nhất |
| ------------------------------------- | ----------------- |
| Album nhạc số Úc (ARIA)               | 18                |
| Album nhạc số Pháp (SNEP)             | 20                |
| Album Nhật Bản (Oricon)               | 14                |
| Japanese Hot Albums (Billboard Japan) | 8                 |
| Album Lithuania (AGATA)               | 93                |
| Album Ba Lan (ZPAV)                   | 15                |
| Album Hàn Quốc (Gaon)                 | 1                 |
| Album Anh Quốc Digital (OCC)          | 52                |
| Album Hoa Kỳ Digital (Billboard)      | 21                |
| Album Hoa Kỳ Heatseekers (Billboard)  | 4                 |
| Album Hoa Kỳ Independent (Billboard)  | 9                 |
| Album Hoa Kỳ World (Billboard)        | 4                 |

### Bảng xếp hạng cuối năm
| Bảng xếp hạng (2019)  | Thứ hạng |
| --------------------- | -------- |
| Album Hàn Quốc (Gaon) | 6        |

## Doanh số
| Quốc gia          | Doanh số |
| ----------------- | -------- |
| Hàn Quốc (Gaon)   | 560.105  |
| Trung Quốc        | 300.386  |
| Nhật Bản (Oricon) | 8.000    |

## Chứng nhận
| Quốc gia                                 | Chứng nhận  | Số đơn vị/doanh số chứng nhận |
| ---------------------------------------- | ----------- | ----------------------------- |
| Hàn Quốc (KMCA)                          | 2× Bạch kim | 500.000^                      |
| * Chứng nhận dựa theo doanh số tiêu thụ. |             |                               |

## Lịch sử phát hành
| Khu vực       | Ngày                | Định dạng | Hãng đĩa                  |
| ------------- | ------------------- | --------- | ------------------------- |
| Hàn Quốc      | 10 tháng 7 năm 2019 | CD tải về | SM Entertainment KT Music |
| Toàn thế giới | 10 tháng 7 năm 2019 | Tải về    | SM Entertainment          |